# Lilltjärnen (Jättendals socken, Hälsingland)
Lilltjärnen är en sjö i Nordanstigs kommun i Hälsingland och ingår i Gnarpsån-Harmångersåns kustområde.